# Witheringia wurdackiana
Witheringia wurdackiana är en potatisväxtart som beskrevs av C. Benitez de Rojas. Witheringia wurdackiana ingår i släktet Witheringia och familjen potatisväxter. Inga underarter finns listade i Catalogue of Life.